# Nekrolog 2. Quartal 1909
Nekrolog
◄◄
| ◄
| 1905
| 1906
| 1907
| 1908
| 1909 | 1910 | 1911 | 1912 | 1913 | ► | ►►
1. Quartal |
2. Quartal |
3. Quartal |
4. Quartal 1909
Weitere Ereignisse | Allgemeiner Nekrolog 1909
Die Beschreibung der verstorbenen Person sollte so kurz wie möglich gehalten sein und nur deren signifikante Tätigkeit(en) enthalten.
Neue Namen ggf. auch unter dem Geburts- und Sterbedatum, also etwa unter 1. Januar und im Geburts- und Sterbejahr (2024) eintragen (nur bei entsprechender großer Wichtigkeit). Für Beispiele siehe die schon vorhandenen Artikel.
Außerdem über die fünf zuletzt Verstorbenen, zu denen es einen ausreichend guten Artikel für eine Präsentation auf der Hauptseite gibt, nach der todesbedingten Überarbeitung der Artikel ggf. auch unter Wikipedia Diskussion:Hauptseite informieren und sie am besten auch in den anderen Wikipedia-Sprachversionen eintragen. Tipp: Regelmäßig bei news.google.de nach „ist tot“, „gestorben“ oder „verstorben“ suchen.
Wenn eine Person gestorben ist, gibt es viele Seiten zu dieser Person in der Wikipedia, die davon auch betroffen sind und entsprechend aktualisiert werden müssen. Beispiele: Namenübersichtsseite, Geburtsjahr, Geburtsort-Seiten und viele mehr.
Wie finde ich die betroffenen Seiten?
Im Suchfeld auf der linken Seite gibt man den Suchbegriff so ein: „Vorname Nachname“. Dann klickt man auf Volltext und alle Seiten mit entsprechendem Suchtext werden aufgerufen. Hier sieht man dann schnell, wo auch das Todesjahr Sinn macht oder sogar ein Teil des Artikels angepasst werden muss. Auch hilft das „Werkzeug“ auf der linken Seite sehr gut, um solche Seiten aufzufinden: „Links auf diese Seite“. Somit ist die Wikipedia wieder aktuell in allen Bereichen! Hinweis: bei Eintragung der Kategorie „Gestorben JAHR“ wird der Missbrauchsfilter 49 ausgelöst, was jedoch nicht schlimm ist. Siehe: Spezial:Missbrauchsfilter/49
Dies ist eine Liste von im zweiten Quartal 1909 verstorbenen bekannten Persönlichkeiten. Die Einträge erfolgen innerhalb der einzelnen Daten alphabetisch sortiert. Tiere sind im Nekrolog für Tiere zu finden.

## April
| Tag       | Name                              | Beruf, bekannt als                                                                                        | Alter | Beleg |
| --------- | --------------------------------- | --- | ----- | ----- |
| 1. April  | Otto von Claer                    | preußischer Offizier, zuletzt Generalleutnant                                                             | 81    |       |
| 1. April  | George Edward Post                | US-amerikanischer Arzt und Botaniker                                                                      | 70    |       |
| 1. April  | Karl von Reinhardstöttner         | deutscher Romanist und Kulturhistoriker                                                                   | 62    |       |
| 1. April  | Paul Friedrich von Stälin         | deutscher Archivar und Historiker                                                                         | 68    |       |
| 2. April  | Paul Bienko                       | preußischer Verwaltungsjurist und Landrat sowie Polizeipräsident                                          |       |       |
| 2. April  | Heinrich Haan                     | deutscher Theologe, Philosoph und Leiter der deutschen Ordensprovinz der Jesuiten                         | 64    |       |
| 2. April  | Erwin Moritz Reiniger             | deutscher Mechaniker und Mitbegründer des Unternehmens Reiniger, Gebbert & Schall in Erlangen             | 54    |       |
| 3. April  | Pascual Cervera                   | spanischer Militär, Admiral der spanischen Armada                                                         | 70    |       |
| 3. April  | Karl Borromäus Landsteiner        | katholischer Geistlicher, österreichischer Novellist, Tierschützer, Hochschullehrer, Politiker            | 73    |       |
| 3. April  | Benjamin Johnson Lang             | US-amerikanischer Pianist, Organist, Dirigent und Komponist                                               | 71    |       |
| 3. April  | Samuel Hanson Stone               | US-amerikanischer Politiker                                                                               | 59    |       |
| 4. April  | Alexander von Berckefeldt         | preußischer Offizier und Bürgermeister                                                                    | 79    |       |
| 4. April  | William Henry Edwards             | amerikanischer Entomologe                                                                                 | 87    |       |
| 4. April  | Orestes Quintana                  | spanischer Ruderer, Fußballspieler und -schiedsrichter                                                    |       |       |
| 4. April  | Georg Soenderop                   | deutscher Eisenbahn-Bauunternehmer                                                                        | 55    |       |
| 4. April  | Adolf von Sonnenthal              | österreichischer Schauspieler und Regisseur                                                               | 74    |       |
| 5. April  | Max Friedländer                   | deutscher Mediziner                                                                                       | 67    |       |
| 5. April  | Snyder S. Kirkpatrick             | US-amerikanischer Politiker                                                                               | 61    |       |
| 5. April  | William Neville                   | US-amerikanischer Politiker                                                                               | 65    |       |
| 5. April  | Joseph Paccolat                   | Schweizer römisch-katholischer Abtbischof der Territorialabtei Saint-Maurice                              | 86    |       |
| 5. April  | William A. Poynter                | US-amerikanischer Politiker                                                                               | 60    |       |
| 6. April  | Egon von den Brincken             | deutscher Diplomat                                                                                        | 74    |       |
| 6. April  | Wilhelm Schmidt                   | deutscher Jurist und Beamter                                                                              | 79    |       |
| 6. April  | Franz Wickhoff                    | österreichischer Kunsthistoriker                                                                          | 55    |       |
| 7. April  | Emilie Exner                      | österreichische Schriftstellerin, Frauenrechtlerin und Künstlerin                                         | 59    |       |
| 7. April  | Franz Egon von Fürstenberg        | deutscher Rittergutsbesitzer und Politiker                                                                | 66    |       |
| 7. April  | Oskar Marmorek                    | österreichischer Architekt, Zionist                                                                       | 45    |       |
| 8. April  | Wilhelm Amsinck                   | hamburgischer Kaufmann und Bankier                                                                        | 87    |       |
| 8. April  | Wilhelm Fechner                   | deutscher Porträt- und Genremaler sowie Fotograf                                                          | 73    |       |
| 8. April  | V. U. Hammershaimb                | färöischer Pfarrer und Philologe, Begründer der neufäröischen Schriftsprache                              | 90    |       |
| 8. April  | Helena Modrzejewska               | polnische Schauspielerin                                                                                  | 68    |       |
| 8. April  | Alfred Robaut                     | französischer Fotograf, Graveur, Kunstschriftsteller, Lithograph und Zeichner                             | 78    |       |
| 8. April  | Johannes Rösing                   | deutscher Rechtsanwalt, Redakteur und Diplomat                                                            | 75    |       |
| 9. April  | Alexander von Berckefeldt         | preußischer Offizier und Bürgermeister                                                                    | 79    |       |
| 9. April  | Francis Marion Crawford           | US-amerikanischer Schriftsteller                                                                          | 54    |       |
| 9. April  | Paschal Grousset                  | französischer Autor und Politiker                                                                         | 65    |       |
| 9. April  | Ethan A. Hitchcock                | US-amerikanischer Politiker                                                                               | 73    |       |
| 9. April  | Walter Reeves                     | US-amerikanischer Politiker                                                                               | 60    |       |
| 9. April  | Hermann von Stahl                 | deutscher Mathematiker                                                                                    | 65    |       |
| 10. April | Frederick Edward Hulme            | britischer Autor, Lehrer und Botaniker                                                                    | 68    |       |
| 10. April | Wilhelm von der Mülbe             | deutscher Offizier                                                                                        | 74    |       |
| 10. April | Algernon Charles Swinburne        | britischer Schriftsteller                                                                                 | 72    |       |
| 11. April | Anton Hess                        | deutscher Bildhauer                                                                                       | 70    |       |
| 11. April | Stefan von Kotze                  | Kolonialschriftsteller                                                                                    | 39    |       |
| 11. April | Alexander Alexandrowitsch Krakau  | russischer Elektrochemiker und Hochschullehrer                                                            | 53    |       |
| 13. April | Donald Currie                     | britischer Schiffseigner und Politiker                                                                    | 83    |       |
| 13. April | Georg Kawerau                     | deutscher Architekt und Bauforscher                                                                       | 52    |       |
| 13. April | Heinrich Carl Scheel              | deutscher Architekt                                                                                       | 79    |       |
| 13. April | Whitley Stokes                    | irischer Keltologe und Jurist                                                                             | 79    |       |
| 14. April | Matthew Butler                    | US-amerikanischer Politiker und Senator, General der Konföderierten Staaten im Amerikanischen Bürgerkrieg | 73    |       |
| 14. April | Miguel Juárez Celman              | Politiker, Präsident von Argentinien                                                                      | 64    |       |
| 15. April | Ignacy Łobos                      | polnischer Geistlicher, Bischof von Tarnów                                                                | 81    |       |
| 15. April | Frederic P. Olcott                | US-amerikanischer Bankier und Politiker                                                                   | 68    |       |
| 15. April | Petro Kossatsch                   | ukrainischer Anwalt, Pädagoge und Philanthrop                                                             | 67    |       |
| 16. April | Henry J. B. Cummings              | US-amerikanischer Politiker                                                                               | 77    |       |
| 17. April | Wilhelm Hermann Carl von Erlanger | deutscher Bankdirektor                                                                                    | 74    |       |
| 17. April | Josef Horky                       | österreichischer Architekt                                                                                | 80    |       |
| 17. April | Heino Kretzschmar                 | deutscher Fabrikbesitzer, Politiker (NLP) und MdL                                                         | 56    |       |
| 17. April | Eduard von Türckheim              | Unternehmer und elsässischer Politiker                                                                    | 80    |       |
| 18. April | Anton Schmidgruber                | österreichischer Bildhauer                                                                                | 72    |       |
| 18. April | Jean Strömsdörfer                 | deutscher Konsul in Lima                                                                                  | 62    |       |
| 19. April | Howard Baskerville                | Presbyterianer im Iran                                                                                    | 24    |       |
| 19. April | Signe Rink                        | dänisch-grönländische Schriftstellerin und Ethnografin                                                    | 73    |       |
| 20. April | Gustav von Arnim                  | preußischer Offizier, zuletzt General der Infanterie                                                      | 80    |       |
| 20. April | Hélène Bertaux                    | französische Bildhauerin und Feministin                                                                   | 83    |       |
| 20. April | Theodor Berthold                  | deutscher Schriftsteller                                                                                  | 67    |       |
| 20. April | Ludwig Laqueur                    | deutscher Ophthalmologe                                                                                   | 69    |       |
| 20. April | Edward Salomon                    | US-amerikanischer Politiker deutscher Herkunft                                                            | 80    |       |
| 21. April | Samuel J. Barrows                 | US-amerikanischer Politiker                                                                               | 63    |       |
| 21. April | John M. Davy                      | US-amerikanischer Politiker                                                                               | 73    |       |
| 21. April | Jakob Christian Heusser           | Schweizer Geologe und Mineraloge                                                                          | 83    |       |
| 21. April | George L. Lilley                  | US-amerikanischer Politiker                                                                               | 49    |       |
| 21. April | Oskar Emil Meyer                  | deutscher Physiker; Hochschullehrer und Rektor in Breslau                                                 | 74    |       |
| 21. April | David Turpie                      | US-amerikanischer Politiker (Demokratische Partei)                                                        | 80    |       |
| 22. April | Christian Gänge                   | deutscher Chemiker und Hochschullehrer in Jena                                                            | 76    |       |
| 22. April | Julius Hey                        | deutscher Gesangslehrer und Musikpädagoge                                                                 | 76    |       |
| 22. April | Jan Kaftan                        | tschechischer Politiker und Techniker                                                                     | 67    |       |
| 22. April | Erwin Lüders                      | deutscher Ingenieur und Politiker (DFP), MdR                                                              | 76    |       |
| 23. April | Franklin Bartlett                 | US-amerikanischer Jurist und Politiker                                                                    | 61    |       |
| 23. April | William M. Stewart                | US-amerikanischer Politiker                                                                               | 81    |       |
| 23. April | Charles Warren Stoddard           | US-amerikanischer Schriftsteller                                                                          | 65    |       |
| 24. April | Max Ihm                           | deutscher Klassischer Philologe                                                                           | 45    |       |
| 24. April | Ottomar Weymann                   | deutscher Maler                                                                                           | 55    |       |
| 25. April | Georg Friedrich Spindler          | deutscher Bildhauer                                                                                       | 66    |       |
| 26. April | Bernhard Niehues                  | deutscher Historiker, Geheimer Regierungsrat und Päpstlicher Geheimer-Kämmerer                            | 77    |       |
| 27. April | Joseph W. Babcock                 | US-amerikanischer Politiker                                                                               | 59    |       |
| 27. April | John Lement Bacon                 | US-amerikanischer Politiker, Bankier und Treasurer von Vermont                                            | 46    |       |
| 27. April | Heinrich Conried                  | Theatermann und Direktor der Metropolitan Opera in New York                                               | 53    |       |
| 27. April | Moritz Hinträger                  | österreichischer Architekt                                                                                | 77    |       |
| 28. April | Frederick Holbrook                | US-amerikanischer Politiker und Gouverneur des Bundesstaates Vermont (1861–1863)                          | 96    |       |
| 28. April | Ernst Pinkert                     | deutscher Gastwirt und Zoogründer                                                                         | 65    |       |
| 29. April | Rudolf Windelband                 | deutscher Arzt und Homöopath                                                                              | 69    |       |
| 30. April | Albert Langen                     | deutscher Verleger                                                                                        | 39    |       |

## Mai
| Tag     | Name                              | Beruf, bekannt als                                                                     | Alter | Beleg |
| ------- | --------------------------------- | -------------------------------------------------------------------------------------- | ----- | ----- |
| 1. Mai  | Ferdinand Eichwede                | deutscher Architekt und Hochschullehrer in Hannover                                    | 30    |       |
| 1. Mai  | Georg Langbein                    | deutscher Chemiker und Galvanotechniker                                                | 60    |       |
| 2. Mai  | Manuel Amador Guerrero            | erster Staatspräsident von Panama                                                      | 75    |       |
| 2. Mai  | Hermann von Mittnacht             | deutscher Politiker, erster Ministerpräsident des Königreichs Württemberg              | 84    |       |
| 2. Mai  | António Rocha Peixoto             | portugiesischer Archäologe und Volkskundler                                            | 42    |       |
| 3. Mai  | Jesús Malverde                    | mexikanischer Volksheiliger                                                            |       |       |
| 3. Mai  | Friedrich von Schaal              | deutscher Eisenbahn- und Wasserbauingenieur und württembergischer Baubeamter           | 66    |       |
| 4. Mai  | Hans Nydegger                     | Schweizer Journalist und Schriftsteller                                                | 61    |       |
| 4. Mai  | Franz Joseph von Stein            | deutscher Geistlicher, römisch-katholischer Erzbischof des Erzbistums München-Freising | 77    |       |
| 5. Mai  | Bindon Blood Stoney               | irischer Astronom                                                                      | 80    |       |
| 6. Mai  | Gebhard Nikolaus von Alvensleben  | Oberforstmeister und Mitglied des preußischen Herrenhauses                             | 84    |       |
| 6. Mai  | Fanny Cerrito                     | italienische Balletttänzerin und Choreografin                                          | 91    |       |
| 6. Mai  | William C. Maybury                | US-amerikanischer Politiker                                                            | 60    |       |
| 7. Mai  | Joachim Andersen                  | dänischer Flötist, Dirigent und Komponist                                              | 62    |       |
| 7. Mai  | Frederick G. Barry                | US-amerikanischer Politiker                                                            | 64    |       |
| 7. Mai  | Alfred Laubi                      | Schweizer Eisenbahningenieur                                                           | 62    |       |
| 7. Mai  | Hermann Osthoff                   | deutscher Linguist                                                                     | 62    |       |
| 8. Mai  | Friedrich August von Holstein     | deutscher Diplomat                                                                     | 72    |       |
| 8. Mai  | Georg Eduard Maschwitz            | deutsch-argentinischer Bankdirektor                                                    | 70    |       |
| 8. Mai  | James J. Walsh                    | US-amerikanischer Jurist und Politiker                                                 | 50    |       |
| 9. Mai  | Augusta Jane Evans Wilson         | amerikanische Schriftstellerin                                                         | 74    |       |
| 9. Mai  | Margarete Steiff                  | deutsche Unternehmerin; Gründerin der Firma Steiff (Steiff-Tiere)                      | 61    |       |
| 10. Mai | José Agustín Arango               | panamaischer Politiker, Präsident der provisorischen Regierungsjunta                   | 68    |       |
| 10. Mai | Johann Böckh                      | ungarischer Geologe, Paläontologe                                                      | 68    |       |
| 10. Mai | Futabatei Shimei                  | japanischer Schriftsteller                                                             | 45    |       |
| 10. Mai | Félix Henri Giacomotti            | französischer Maler                                                                    | 80    |       |
| 10. Mai | Georg Howaldt                     | deutscher Schiffbauer und Unternehmer                                                  | 68    |       |
| 10. Mai | Ludwig Thiersch                   | deutscher Maler                                                                        | 84    |       |
| 11. Mai | Ferdinand von Rezniček            | österreichischer Maler und Illustrator                                                 | 40    |       |
| 12. Mai | Bertha Townsend                   | US-amerikanische Tennisspielerin                                                       | 40    |       |
| 13. Mai | Lorenzo Crounse                   | US-amerikanischer Politiker                                                            | 75    |       |
| 13. Mai | Heinrich Limpricht                | deutscher Chemiker                                                                     | 82    |       |
| 13. Mai | Heinrich Ranke                    | deutscher Pädiater                                                                     | 79    |       |
| 14. Mai | Oskar Mertins                     | deutscher Lehrer und Prähistoriker                                                     | 50    |       |
| 14. Mai | Julius von Queis                  | deutscher Rittergutsbesitzer und Politiker, MdR                                        | 70    |       |
| 14. Mai | Giovanni Vailati                  | italienischer Philosoph und Mathematiker                                               | 46    |       |
| 15. Mai | Ernest Besnier                    | französischer Dermatologe                                                              | 78    |       |
| 15. Mai | Konrad von Brockdorff-Ahlefeldt   | deutscher Gutsbesitzer und Politiker in Holstein                                       | 85    |       |
| 15. Mai | Hallgrímur Sveinsson              | isländischer Bischof                                                                   | 67    |       |
| 16. Mai | Henry Patrice Dillon              | US-amerikanisch-französischer Lithograf                                                |       |       |
| 17. Mai | Michael Jan de Goeje              | niederländischer Arabist, Orientalist                                                  | 72    |       |
| 17. Mai | Gustav Adolf Knittel              | deutscher Bildhauer                                                                    | 57    |       |
| 18. Mai | Isaac Albéniz                     | spanischer Komponist und Pianist                                                       | 48    |       |
| 18. Mai | George Meredith                   | englischer Schriftsteller und Lyriker                                                  | 81    |       |
| 18. Mai | Denis O’Brien                     | US-amerikanischer Jurist und Politiker                                                 | 72    |       |
| 19. Mai | Gustav zu Bentheim-Tecklenburg    | westfälischer Standesherr und Mitglied des Preußischen Herrenhauses                    | 59    |       |
| 20. Mai | Rudolph von Ahlefeld              | deutsch-amerikanischer Jugendschriftsteller                                            | 46    |       |
| 20. Mai | Carl Arbenz                       | Schweizer Ingenieur und Glastechniker                                                  | 78    |       |
| 20. Mai | Theodor Wilhelm Engelmann         | deutscher Physiologe                                                                   | 65    |       |
| 20. Mai | Alexander von Schneider           | Oberkonsistorialpräsident der Evangelisch-Lutherischen Kirche in Bayern                | 64    |       |
| 21. Mai | Adolf Pinner                      | deutscher Chemiker und Hochschullehrer                                                 | 66    |       |
| 22. Mai | Seth Wallace Cobb                 | US-amerikanischer Politiker                                                            | 70    |       |
| 22. Mai | Karl von Köstlin                  | deutscher Jurist und Gründungsdirektor des Zellengefängnisses Heilbronn                | 82    |       |
| 22. Mai | Wilhelm Schellhorn-Wallbillich    | deutscher Weingutbesitzer und Politiker (NLP), MdR                                     | 61    |       |
| 22. Mai | Josef Schrattenholz               | deutscher Musikschriftsteller und Gegner des Antisemitismus                            | 61    |       |
| 23. Mai | Philipp Brückner                  | deutscher Bürgermeister und Politiker (Zentrum), MdR                                   | 69    |       |
| 23. Mai | Karl Otto Hunziker                | Schweizer Pädagoge und Pfarrer                                                         | 67    |       |
| 24. Mai | James M. Hanks                    | US-amerikanischer Politiker                                                            | 76    |       |
| 24. Mai | Georg von Neumayer                | deutscher Geophysiker und Polarforscher                                                | 82    |       |
| 24. Mai | Franz Pfanner                     | Begründer der Mariannhiller Missionare                                                 | 83    |       |
| 24. Mai | August Tonnar                     | deutscher Bierbrauer, Dialektforscher und Heimatdichter in Eupen                       | 81    |       |
| 25. Mai | Aristides Brezina                 | österreichischer Mineraloge                                                            | 61    |       |
| 25. Mai | Emanuel Sievers                   | deutsch-baltischer Adliger und russischer Oberhofmeister                               | 92    |       |
| 25. Mai | Carl August Wellner               | deutscher Unternehmer                                                                  | 85    |       |
| 26. Mai | Ernst Nister                      | deutscher Druckereiunternehmer und Kinderbuchverleger                                  | 66    |       |
| 26. Mai | Johannes Dietrich Eduard Schmeltz | Ethnograph                                                                             | 70    |       |
| 26. Mai | Walter L. Weaver                  | US-amerikanischer Politiker                                                            | 58    |       |
| 27. Mai | Gustav Brodzina                   | deutscher Politiker                                                                    | 71    |       |
| 27. Mai | Heinrich Milz                     | deutscher Lehrer                                                                       | 79    |       |
| 27. Mai | Hans Franz Passavant              | Schweizer Unternehmer                                                                  | 64    |       |
| 28. Mai | Désiré-Magloire Bourneville       | französischer Neurologe                                                                | 68    |       |
| 28. Mai | Thomas „Tom“ Price                | australischer Politiker (Labor), Premierminister von South Australia                   | 57    |       |
| 28. Mai | Georg Heinrich Thöl               | deutscher Reichsgerichtsrat                                                            | 64    |       |
| 29. Mai | Christoph Carl von Beulwitz       | deutscher Unternehmer und Politiker                                                    | 82    |       |
| 29. Mai | Thomas Theodore Crittenden        | US-amerikanischer Politiker                                                            | 77    |       |
| 29. Mai | Adalbert von Flottwell            | deutscher Beamter, Kabinettsminister Lippe und Politiker, MdR                          | 80    |       |
| 29. Mai | Alois Flüeler                     | Schweizer Politiker                                                                    | 79    |       |
| 29. Mai | Eugen von Gothard                 | ungarischer Adliger und Amateur-Astronom                                               | 51    |       |
| 30. Mai | Anton Jrschick                    | österreichischer Tischler und Handelskammerrat                                         | 63    |       |
| 30. Mai | Eduard Oehler                     | Offenbacher Industrieller                                                              |       |       |
| 31. Mai | Julian von Chelmicki              | deutscher Rittergutsbesitzer, Mediziner und Politiker, MdR                             | 84    |       |
| 31. Mai | Isaac Clements                    | US-amerikanischer Politiker                                                            | 72    |       |
| 31. Mai | Emil Lauffer                      | mährischer Maler, Universitätsprofessor in Prag und Direktor der Kunstakademie Prag    | 71    |       |
|         | Robert Nisbet Bain                | britischer Historiker, Folklorist und Linguist                                         |       |       |
|         | Hermanus Koekkoek der Jüngere     | niederländischer Landschaftsmaler, Marinemaler und Kunsthändler                        | 72    |       |

## Juni
| Tag      | Name                             | Beruf, bekannt als                                                                     | Alter | Beleg |
| -------- | -------------------------------- | -------------------------------------------------------------------------------------- | ----- | ----- |
| 1. Juni  | Guido Maria Dreves               | deutscher Jesuit, Hymnologe und geistlicher Lyriker                                    | 54    |       |
| 1. Juni  | Giuseppe Martucci                | italienischer Komponist, Pianist und Dirigent                                          | 53    |       |
| 3. Juni  | Augusto Albini                   | Admiral der Italienischen Marine sowie Waffenkonstrukteur                              | 78    |       |
| 3. Juni  | Theodor Barth                    | deutscher Politiker, MdR und Publizist                                                 | 59    |       |
| 4. Juni  | Charles Germain                  | deutscher Jurist und Politiker (Zentrum), MdR                                          | 77    |       |
| 5. Juni  | Alfred Chauchard                 | französischer Unternehmer und Kunstsammler                                             | 87    |       |
| 5. Juni  | Wilhelm Käslin                   | Schweizer Politiker                                                                    | 79    |       |
| 5. Juni  | Georg von Laubmann               | deutscher Bibliothekar                                                                 | 65    |       |
| 5. Juni  | Johann Nepomuk Sepp              | deutscher Historiker und Universitätsprofessor                                         | 92    |       |
| 5. Juni  | Paul Telge                       | deutscher Goldschmied                                                                  |       |       |
| 6. Juni  | Charles De Wolf Brownell         | amerikanischer Maler                                                                   | 87    |       |
| 7. Juni  | José Salomé Pina                 | mexikanischer Maler                                                                    |       |       |
| 7. Juni  | Carl Schmidt                     | deutscher Unternehmer und Politiker (FVP), MdR                                         | 55    |       |
| 8. Juni  | Gustav Amsinck                   | deutscher Kaufmann und Mäzen                                                           | 71    |       |
| 8. Juni  | Karl Nikolai Jensen Börgen       | deutscher Astronom                                                                     | 65    |       |
| 8. Juni  | Fritz Overbeck                   | deutscher Maler                                                                        | 39    |       |
| 8. Juni  | Timothy E. Tarsney               | US-amerikanischer Politiker                                                            | 60    |       |
| 8. Juni  | Hermann Walter                   | deutscher Fotograf                                                                     | 71    |       |
| 9. Juni  | John R. Eden                     | US-amerikanischer Politiker                                                            | 83    |       |
| 9. Juni  | Richard Ludwig                   | deutscher Jurist und Politiker (DFP), MdR, Landtagsabgeordneter im Königreich Sachsen  | 87    |       |
| 9. Juni  | Adolf Morneweg                   | deutscher Kommunalpolitiker                                                            | 57    |       |
| 10. Juni | Robert J. Reynolds               | US-amerikanischer Politiker                                                            | 71    |       |
| 10. Juni | Gustav Adolf Saxer               | Schweizer Politiker (liberal/radikal) und Bankangestellter                             | 77    |       |
| 11. Juni | Siegmund Fraenkel                | deutscher Semitist                                                                     | 54    |       |
| 11. Juni | Jakob Gordin                     | jiddischer Schriftsteller                                                              | 56    |       |
| 11. Juni | Frederick Haines                 | britischer Feldmarschall und Oberbefehlshaber in Indien                                | 89    |       |
| 12. Juni | William Robert Moore             | US-amerikanischer Politiker                                                            | 79    |       |
| 12. Juni | Andrei Iwanowitsch Somow         | russischer Kunsthistoriker                                                             | 79    |       |
| 12. Juni | Friedrich Specht                 | deutscher Tiermaler                                                                    | 70    |       |
| 14. Juni | Hermann Goldstein                | deutscher Politiker (SPD), MdR, MdL (Königreich Sachsen)                               | 57    |       |
| 14. Juni | Afonso Augusto Moreira Pena      | brasilianischer Politiker                                                              | 61    |       |
| 14. Juni | Reinhold Vasters                 | deutscher Goldschmied und Meisterfälscher                                              | 82    |       |
| 14. Juni | Witold Wojtkiewicz               | polnischer Maler, Zeichner und Grafiker                                                | 29    |       |
| 15. Juni | Hans Konrad Pestalozzi           | Schweizer Politiker und Architekt                                                      | 60    |       |
| 15. Juni | Theodor Schneider                | deutscher Musiker                                                                      | 82    |       |
| 15. Juni | Fredrik Johan Wiik               | finnischer Mineraloge und Geologe                                                      | 69    |       |
| 16. Juni | Hans von Hallwyl                 | Schweizer Politiker                                                                    | 73    |       |
| 16. Juni | Ivar Eggert Hedenblad            | schwedischer Komponist, Dirigent und Musikpädagoge                                     | 57    |       |
| 16. Juni | Ludwig Reichert                  | deutscher Landwirt und Politiker (Zentrum), MdR                                        | 69    |       |
| 17. Juni | Ludolf Colditz                   | deutscher Jurist und Unternehmer                                                       | 61    |       |
| 18. Juni | Sidney Clarke                    | US-amerikanischer Politiker                                                            | 77    |       |
| 18. Juni | Pawel Alexandrowitsch Kruschewan | russischer Journalist, Herausgeber, Verleger und ein Beamter des kaiserlichen Russland | 49    |       |
| 19. Juni | Ludwig Aigner                    | ungarndeutscher Literaturhistoriker, Verleger, Schriftsteller                          | 69    |       |
| 19. Juni | Karl Eduard Blume                | deutscher Reichsgerichtsrat                                                            | 61    |       |
| 19. Juni | Johann Wrobel                    | österreichischer Gräzist und Hochschullehrer                                           | 77    |       |
| 20. Juni | Friedrich Fromhold Martens       | russischer Diplomat und Jurist estnischer Herkunft                                     | 63    |       |
| 20. Juni | Johannes Strebel                 | deutscher Orgelbauer                                                                   | 77    |       |
| 21. Juni | Paul Langerhans                  | deutscher Arzt und Politiker (DFP, VFp), MdR                                           | 89    |       |
| 22. Juni | Ferdinand Businger               | Schweizer Politiker                                                                    | 70    |       |
| 22. Juni | Ernst Heller                     | deutscher Industrieller                                                                | 60    |       |
| 22. Juni | Ferdinand Pertzborn              | deutscher Organist und Kirchenmusikdirektor                                            | 45    |       |
| 22. Juni | Orrin Wood                       | US-amerikanischer Unternehmer                                                          | 91    |       |
| 23. Juni | Wilhelm Cuntz                    | deutscher Mediziner                                                                    | 60    |       |
| 23. Juni | William Anderson Handley         | US-amerikanischer Politiker                                                            | 74    |       |
| 23. Juni | Hugo Sack                        | deutscher Ingenieur und Industrieller                                                  | 48    |       |
| 24. Juni | Adam Boniecki                    | polnischer Heraldiker                                                                  | 66    |       |
| 24. Juni | Sarah Orne Jewett                | US-amerikanische Schriftstellerin                                                      | 59    |       |
| 24. Juni | Wilhelm Zopf                     | deutscher Botaniker und Biologe                                                        | 62    |       |
| 25. Juni | Adolf Dedekind                   | deutscher Jurist                                                                       | 79    |       |
| 25. Juni | Franz Keil                       | österreichischer Politiker                                                             | 78    |       |
| 26. Juni | Alfred Walter Bayes              | britischer Maler, Illustrator und Grafiker                                             |       |       |
| 26. Juni | Otto Meltzer                     | deutscher Historiker und Gymnasialdirektor                                             | 63    |       |
| 26. Juni | Simon Alexandre Toudouze         | französischer Maler                                                                    | 58    |       |
| 27. Juni | August Neven Du Mont             | deutscher Maler                                                                        | 42    |       |
| 28. Juni | Arthur Fitger                    | deutscher Maler und Dichter                                                            | 68    |       |
| 28. Juni | Ernst Levy von Halle             | deutscher Nationalökonom                                                               | 41    |       |
| 28. Juni | Richard Muther                   | deutscher Kunsthistoriker                                                              | 49    |       |
| 29. Juni | George Blake Cosby               | General der Konföderierten im Amerikanischen Bürgerkrieg                               | 79    |       |
| 29. Juni | Lambert Leisewitz                | deutscher Kaufmann und Politiker, MdBB                                                 | 62    |       |
| 29. Juni | Wilhelm von Osten                | deutscher Pferdedresseur                                                               | 70    |       |
| 30. Juni | Friedrich Carl Endemann          | deutscher Mediziner und Politiker (NLP), MdR                                           | 76    |       |
| 30. Juni | Hermann Seifert                  | Schweizer Pfarrer, Journalist und Politiker                                            | 68    |       |